# Шехтель Зураб Олександрович
Зураб Олександрович Шехтель (при народженні — Зураб Давидович Цомая; рос. Зураб Александрович Шехтель; нар. 9 січня 1932, Тифліс, Грузинська РСР — пом. 4 серпня 1972, Кропоткін (Краснодарський край), РРФСР) — радянський футболіст та тренер грузинського походження, виступав на позиції воротаря. Майстер спорту СРСР (1959).

## Життєпис
Батько Зураба — Давид Цомая одним з перших почав розвивати футбол у Грузії, у 1920-х був воротарем в командах Сухумі й Тифліса, а в 1958 році став заслуженим тренером СРСР, працював футбольним функціонером.
У 1934 Зураба усиновив ленінградський метальник молота, заслужений майстр спорту Олександр Шехтель. У 1947 або 1948 році закінчив 7 класів у школі № 55 Жданівського району під прізвищем Цомая.
У чемпіонаті СРСР Шехтель дебютував 1948 року в ленінградському «Динамо», де став четвертим воротарем після Віктора Набутова, Олександра Василенка та Петра Захарова. Першу гру провів 12 вересня 1948 року в домашньому матчі проти московського «Спартака». Матч закінчився з рахунком 4:1, а дебют 16-річного голкіпера був відзначений московськими та ленінградськими газетами. В останніх двох матчах чемпіонату з московськими «Динамо» (0:5) і «Торпедо» (0:3) Шехтель пропустив 8 м'ячів, але тільки один став наслідком його помилки.
Зріст Шехтеля був менше 180 см, а вага — понад 100 кг, але був рухливий і пластичний, впевнено грав і на лінії, і на виходах. Досягти великих успіхів в кар'єрі йому завадила лінь та небажання тренуватися. Шехтель, навпаки, любив добре поїсти, багато поспати.
У 1949 році Шехтель за «Динамо» не грав і по ходу сезону перейшов у команду Будинку офіцерів. Наступного року його запросили в «Зеніт», де основним воротарем був Леонід Іванов. У чемпіонаті Шехтель провів два матчі, обидва рази виходячи на заміну після першого тайму. 28 квітня в переможному гостьовому матчі з єреванським «Динамо» він за рахунку 1:1 пропустив один м'яч, а 19 серпня в домашньому матчі з ЦДЧА за рахунку 1:5 пропустив три м'ячі без відповіді. У сезоні 1951 року Шехтель за «Зеніт» не грав, а в наступному році призваний до лав Радянської армії служити у флот. За 5 років служби Шехтель виступав за ВМС Москва (1952), команду Червонопрапорного Балтійського флоту КБФ («Балти Лаевастік») Таллінн (1952-1953), БОФ Севастополь (1954-1956). Мав звання старшини другої статті.
У 1957 році повернувся в «Зеніт», але не провів жодної гри і частина цього та наступного сезону відіграв у «Трудових резервах». У 1959-1961 грав за «Адміралтієць», де провів свої найкращі роки. Після розформування команди в 1962 році Шехтель перейшов у «Динамо», проте повернення вийшло невдалим — у двох матчах, де він провів на полі всі 90 хвилин, суперники забили йому 12 м'ячів: 7 — московське «Торпедо» і 5 — «Нафтовик» (Баку). Ще в двох матчах виходив на заміну. На гостьовий матч 5 липня з «Крилами Рад» взагалі не з'явився та був відрахований з команди.
У 1963 році грав у петрозаводському «Онежці» під керівництвом Леоніда Іванова, кар'єру гравця завершив у 1964 році в команді «Комунарець» (Комунарськ).
Пізніше закінчив школу тренерів. Працював у командах «Месхеті» Ахалціхе (1964-1966), «Локомотив» Руставі (1966-1968), «Локомотив» Кропоткін (1968-1972).
У 1972 році загинув — стрибнув у річку і вдарився головою об камінь на дні.

## Забиті м'ячі
Відома історія про те, що в матчі дублерів «Зеніту» й московського «Динамо» Шехтель нібито так сильно вибив м'яч від воріт, що той перелетів через голову Лева Яшина та залетів у сітку. Вище вказана історія описувалася в довідниках 1960-х років. Але сам Яшин стверджував, що пропустив подібний м'яч від воротаря сталінградського «Трактора» Василя Єрмасова на передсезонних зборах в Гаграх. До того ж ні в книзі Леоніда Іванова «У воротах "Зеніта"» (вийшла в 1976 році), ні в книгах Яшина цей епізод також не згадується. 
У книзі Ігора Рабінера «Правда про "Зеніт"» зі слів колишнього Міністра оборони Росії Сергія Іванова згадується про те, що одного разу Шехтель, виступаючи за «Адміралтеєць», забив м'яч зі штрафного удару від своїх воріт.